# صالح البكاري
صالح البكاري هو سياسي ودبلوماسي تونسي.

## السيرة الذاتية
تحصل صالح البكاري على التبريز والدكتوراه في اللغة والآداب العربية في 1979. يشتغل كأستاذ جامعي. 

عين في 25 يناير 1995 في منصب وزير الثقافة في حكومة حامد القروي، وذلك حتى 5 أغسطس 1996.

## مؤلفاته
- أنماط تنشئة الطفل اجتماعيا، الدار العربية للكتاب، طرابلس، 1984.
- (تعريب) أبعاد الدين الاجتماعية ، الدار العربية للكتاب، بيروت، 1985.

## الأوسمة
- الحمالة الكبرى للوسام العلوي (المغرب، 2009).[2]